# Susa (Kolumbia)
Susa – miasto w Kolumbii, w departamencie Cundinamarca.